# Wieloborowice
Wieloborowice – wieś w Polsce, położona w województwie świętokrzyskim, w powiecie starachowickim, w gminie Pawłów.
W latach 1975–1998 miejscowość położona była w województwie kieleckim.
Wierni Kościoła rzymskokatolickiego należą do parafii Parafia św. Małgorzaty w Chybicach.

## Części wsi
| SIMC    | Nazwa     | Rodzaj    |
| ------- | --------- | --------- |
| 0261255 | Strugi    | część wsi |
| 0261261 | Trzcianka | część wsi |

## Historia
Historia wsi sięga XIV wieku.

W roku 1362 biskup krakowski Bodzanta przyłączył do nowo utworzonej parafii w Chybicach należącą dotąd do parafii Pawłów wieś Wieloborowice (Kodeks dyplomatyczny Małopolski t.III s.752). W II połowie XV wieku Wieloborowice wieś w parafii Chybice, własność Janusza i Mścisława Radwanów. Długosz podaje że był tu folwark rycerski i 2. kmieci na półłanach. Kmiecie płacili dziesięcinę prepozyturze kieleckiej, obaj właściciele i kmiecie z innych pól dawali dziesięcinę snopową plebanowi w Pawłowie.
Pozostali dziedzice Murcz, Zakowicz i Bartosz Nieczujowie posiadali kmieci, zagrodników, a ze wszystkich ról i folwarków dawali dziesięcinę kościołowi w Pawłowie, niektóre zaś role oddawały dziesięcinę snopową biskupowi krakowskiemu, wartości do 2 grzywien (Długosz L.B. t.I, s.439).
Według registru poborowego powiatu sandomierskiego z roku 1508 wieś Wieloborowice wraz z innymi płaciła 1 grzywnę poboru. W 1578 roku Brzeziński płacił tu od 2 osadników, 1 ½ łana. Wieś należała wówczas do parafii Pawłów (Pawiński, Małop., 190, 463). Wieloborowice wchodziły później w skład dóbr koprzywnickich.
W drugiej połowie XIX wieku Wieloborowice stanowiły wieś z folwarkiem, a także dobra nad rzeką Pokrzywianką w ówczesnym powiecie iłżeckim, gminie i parafii Chybice, odległe od Iłży 28 wiorst. W dobrach były pokłady wapienia, piec wapienny i młyn wodny. We wsi 15 domów, 123 mieszkańców i 389 mórg dworskich oraz 181 mórg włościańskich. Według spisu z 1827 roku było tu 11 domów, 61 mieszkańców.
Charakterystyka dóbr Wieloborowice w XIX wieku.
Dobra Wieloborowice składały się w roku 1870 z folwarków Wieloborowice, Pokrzywnica, Wymysłów i Włochy o rozległości ogólnej 1171 mórg. Poszczególne folwarki posiadały: Wieloborowice grunty i ogrody mórg 367, łąk mórg 14, pastwisk mórg 3, wody mórg 2, zarośli mórg 3, nieużytków mórg 14, budynków murowanych 3, drewnianych 6. Folwark Pokrzywnica grunty i ogrody mórg 123, łąk mórg 13, pastwisk mórg 5, wody mórg 2, lasu mórg 183, nieużytków mórg 9, budynków murowanych 2, drewnianych 14. Folwark Wymysłów: grunty i ogrody mórg 207, łąk mórg 3, pastwisk mórg 6, wody mórg 3, zarośli 1 morga. nieużytków mórg 9, budynków murowanych 1, drewnianych 4. Folwark Włochy: grunty i ogrody mórg 176, łąk mórg 12, pastwisk mórg 3, wody mórg 3, nieużytków mórg 3, budynki murowane 1, drewnianych 8, las nieurządzony.
W skład dóbr poprzednio wchodziły: wieś Wieloborowice osad 11 z gruntem mórg 182, wieś Pokrzywnica osad 23 z gruntem mórg 329, wieś Włochy osad 14 gruntem mórg 222, wieś Nowa Wieś osad 5 z gruntem mórg 82.